# Вірменський легіон
Вірменський легіон (нім. Armenische Legion) — формування вермахту, яке складалося з представників вірменського народу. Військовою метою даного формування була державна незалежність Вірменії від Радянського Союзу. Вірменські легіонери входили до складу 11 батальйонів, а також інших підрозділів.

## Формування

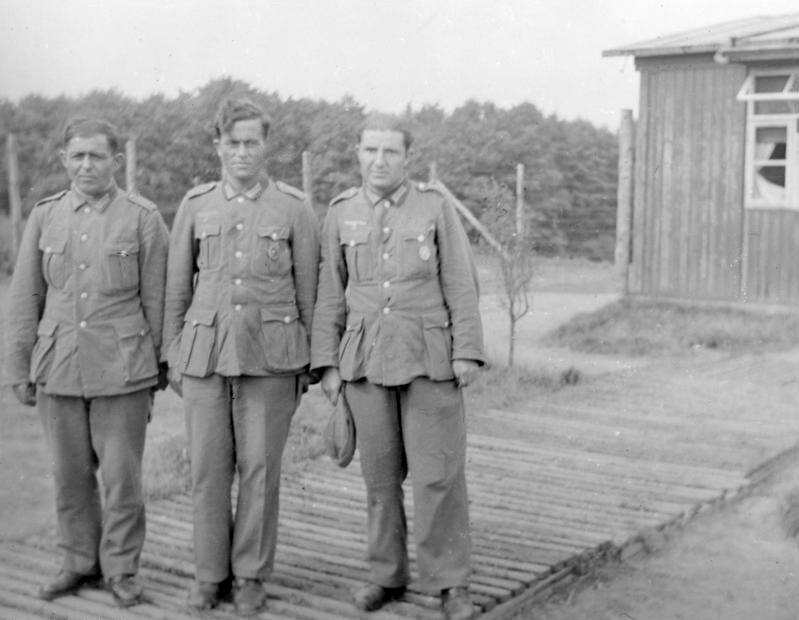
вірменські легіонери

Плануючи вторгнення до Радянського Союзу, військово-політичне керівництво Німецького рейху ставило перед собою ряд завдань, одна з яких — руйнування і розчленування багатонаціональної радянської держави шляхом створення національних урядів і військових формувань. Одним із способів залучення на бік Німеччини представників цих народів стало створення Національних Визвольних Комітетів, в яких домінуючу роль грали колишні лідери і воєначальники колись незалежних держав, що знаходяться в еміграції.
Після схвалення Гітлером створення Туркестанського легіону в листопаді 1941 року, активізувалася робота по створенню військових формувань зі східних народів. 22 грудня 1941 року Вище командування збройних сил (ОКВ) видає наказ про створення чотирьох легіонів зі східних народів, серед яких називається і вірменський легіон. Більш точні вказівки про створення легіону є в наказі від 8 лютого 1942 року.
Спочатку формування підрозділу почалося на території Польщі. У Заержіржі було створено підготовчий табір, куди надходили військовополонені і де проходила їхня підготовка. Сам вірменський легіон дислокувався в Пулавах. Керував навчанням та командував вірменським легіоном капітан Кучера, він же пізніше очолить перший вірменський батальйон. З липня 1942 до кінця 1943 року було сформовано 8 батальйонів. Крім таборів для формування і навчання вірменських легіонерів, були відкриті офіцерські училища, де навчалися майбутні офіцери. Одне з таких училищ знаходилося в містечку Легіоново (Польща).
З травня 1942 року розгорнулося формування частин легіону і на території України. Навчальний центр і навчальний табір був створений в Лохвиці. Начальником був призначений майор Енгхольм. З вересня 1942 по лютий 1943 були сформовані три батальйони.
Легіонери проходили як фізичну, так і спеціальну військову підготовку. Зазвичай тривалість занять досягала чотирьох місяців (щоденне навантаження 7-9 годин), але терміни, в залежності від обставин, могли бути прискорені. Військові заняття мали широку програму — включали фізичну підготовку, стройові заняття, засвоєння статуту німецької армії, засвоєння німецьких команд, вивчення матеріальної частини російського і німецького зброї, тактичну підготовку. Підготовкою займалися командири відділень і взводів (з числа колишніх військовополонених), які пройшли двотижневу підготовку на курсах. Стройовою підготовкою керували командири рот. Після загальної військової підготовки, переходили до підготовки вузькоспеціалізованої, по військовим спеціальностям.
Одночасно велася і пропагандистська робота в середовищі легіонерів. Одним із потужних елементів пропагандистської роботи були обіцянки після припинення військової кампанії надати незалежність Вірменії (за зразком Словаччини або Хорватії).

### Батальйони вірменського легіону

#### 808-й вірменський піхотний батальйон
Сформовано в липні 1942 року у Польщі. Чисельність — 916 вірмен і 41 німець. Командир — Кучера. Брав участь в боях в районі Туапсе. Батальйон показав себе як неблагонадійний для командування вермахту. У батальйоні діяла підпільна група, що готувала перехід легіонерів на сторону Червоної Армії. У жовтні 1942 батальйон був роззброєний і переформований в дорожньо-будівельну частину.

#### 809-й вірменський піхотний батальйон «Зейтун»
Сформовано в 29 серпня 1942 року у Польщі. Чисельність — 913 вірмен і 45 німців, був частиною 128-го гренадерського полку 48-ї піхотної дивізії. Командир — Херманн Беккер. З 18 листопада 1942 року був задіяний в бойових діях на Кавказі. Брав участь в боях в районі Нальчика і Моздока, обороні Кубані і Керченського півострова. Для подальшого проходження служби в Нідерландах 16 жовтня 1943 року батальйон прибув до Бельгії.
З 29 листопада по 20 грудня 1943 року батальйон провів перепідготовку і навчання на навчальному полігоні в Сіссоні, після чого, 8 січня 1944 року був переміщений у Південний Бевеланд і зайняв оборонну лінію по обороні Атлантичного валу. Чисельність всього особового складу на початок лютого 1944 року була 844 людини (792 вірменина).
У серпні 1944 року батальйон був перекинутий в Нормандії, де в результаті операції союзників «Оверлорд» припинив своє існування через великі втрати і переходу солдатів до союзників.

#### 810-й вірменський піхотний батальйон
Сформовано в 1942 році в Польщі.

#### 812-й інженерно-будівельний батальйон
Був створений наказом від 25 листопада 1942 року, і 1 лютого 1943 року був остаточно сформований в місті Пулави (Польща. Службу батальйон почав нести в Польщі в місті Радом. Передислокований 10 березня 1943 року в Нідерланди для зміцнення обороноздатності Атлантичного валу, розміщений на околиці міста Берген-оп-Зом. У батальйоні був свій священнослужитель і була можливість проведення культових обрядів. Строго відповідно до вірменським календарем відзначалися християнські свята, проводились хрещення бажаючих.

#### 813-ї вірменський піхотний батальйон
Сформовано в лютому 1943 року в Польщі, ніс службу по охороні Атлантичного валу.

#### 814-й вірменський піхотний батальйон
Сформовано влітку 1943 року в Польщі.

#### 815-й вірменський піхотний батальйон
Сформовано в серпні 1943 року в Польщі.

#### 816-й вірменський піхотний батальйон
Сформовано в кінці 1943 року в Польщі.

#### I / 125 вірменський батальйон
Сформовано в лютому 1943 року в Україні. Для оборони Південної Франції був перекинутий на Західний фронт, розташовувався в 30 км на північ від міста Марселя, поблизу містечка Екс-ан-Прованс.

#### I / 198 вірменський батальйон
Сформовано в вересні 1942 року в Україні. Для оборони Південної Франції був перекинутий на Західний фронт, розташовувався на узбережжі на південний захід від Тулону.

#### II / 9 вірменський батальйон
Сформовано в вересні 1942 року в Україні. Для оборони Південної Франції був перекинутий на Західний фронт, розташовувався поблизу маленького містечка Єр, в сторону Сен-Тропе та на островах, вів берегову охорону.

## Знаки відмінності
Знаки відмінності Вірменського легіону були затверджені наказом № 2380 / 42 від 2 червня 1942 року. Знаки відмінності легіонерів включали сірі петлиці з срібним галуном і погони німецького зразка з сукна темно-зеленого або мундирні кольору з жовтою облямівкою і сріблястими личками. Чини, що займали офіцерські посади носили вузькі срібні погони. Спеціально були розроблені кокарди і нарукавні знаки у вигляді овалу Вірменського Легіону. Нарукавною знак легіону був розроблений на основі триколірного державного прапора 1-й Республіки Вірменія (1918—1920 рр.). Являє собою щит з нанесеними на нього в послідовності смугами червоного, синього і жовтого (абрикосового) кольору з вишивкою у верхній частині — ARMENIEN. Нарукавною знак прикріплювався на праву руку і був нашитий нижче плеча на ширину розкритої долоні (приблизно 10 см.). У Вірменському легіоні нарукавні знаки були 2-х модифікацій і відрізнялися один від одного лише відтінками основних кольорів і кольором вишивки-написи вгорі.
| Файл:Naci.Emblem.jpg Погони і петлиці службовців Вірменського Легіону Файл:Arm.Legion.jpg | Файл:Naci.Emblem.jpg Погони і петлиці службовців Вірменського Легіону Файл:Arm.Legion.jpg | Файл:Naci.Emblem.jpg Погони і петлиці службовців Вірменського Легіону Файл:Arm.Legion.jpg | Файл:Naci.Emblem.jpg Погони і петлиці службовців Вірменського Легіону Файл:Arm.Legion.jpg | Файл:Naci.Emblem.jpg Погони і петлиці службовців Вірменського Легіону Файл:Arm.Legion.jpg | Файл:Naci.Emblem.jpg Погони і петлиці службовців Вірменського Легіону Файл:Arm.Legion.jpg | Файл:Naci.Emblem.jpg Погони і петлиці службовців Вірменського Легіону Файл:Arm.Legion.jpg | Файл:Naci.Emblem.jpg Погони і петлиці службовців Вірменського Легіону Файл:Arm.Legion.jpg | Файл:Naci.Emblem.jpg Погони і петлиці службовців Вірменського Легіону Файл:Arm.Legion.jpg | Файл:Naci.Emblem.jpg Погони і петлиці службовців Вірменського Легіону Файл:Arm.Legion.jpg | Файл:Naci.Emblem.jpg Погони і петлиці службовців Вірменського Легіону Файл:Arm.Legion.jpg | Файл:Naci.Emblem.jpg Погони і петлиці службовців Вірменського Легіону Файл:Arm.Legion.jpg |
| 1. рядовий                                                                                | 1. рядовий                                                                                | 2. єфрейтор                                                                               | 2. єфрейтор                                                                               | 3. унтер-офіцер                                                                           | 3. унтер-офіцер                                                                           | 4. фельдфебель                                                                            | 4. фельдфебель                                                                            | 5. лейтенант                                                                              | 5. лейтенант                                                                              | 6. обер-лейтенант                                                                         | 6. обер-лейтенант                                                                         |
| 7. капітан                                                                                | 7. капітан                                                                                | 8. майор                                                                                  | 8. майор                                                                                  | 9. підполковник                                                                           | 9. підполковник                                                                           | 10. полковник                                                                             | 10. полковник                                                                             | 11. генерал-лейтенант                                                                     | 11. генерал-лейтенант                                                                     |                                                                                           |                                                                                           |
| ----------------------------------------------------------------------------------------- | ----------------------------------------------------------------------------------------- | ----------------------------------------------------------------------------------------- | ----------------------------------------------------------------------------------------- | ----------------------------------------------------------------------------------------- | ----------------------------------------------------------------------------------------- | ----------------------------------------------------------------------------------------- | ----------------------------------------------------------------------------------------- | ----------------------------------------------------------------------------------------- | ----------------------------------------------------------------------------------------- | ----------------------------------------------------------------------------------------- | ----------------------------------------------------------------------------------------- |

## Уніформа й озброєння
У навчальних таборах майбутнім легіонерам видавали переважно захоплену (французьку, голландську, радянську) уніформу, а перед відправкою на фронт або в місця дислокації — обмундирування Німецької армії, старого зразка 1939 року. Лише деякі батальйони починаючи з 1944 року отримали обмундирування зразка 1 942 — 1944 років.
На озброєнні батальйонів Вірменського легіону була зброя німецького і радянського виробництва. Німецьке командування визнало недоцільним озброювати легіонерів, менш знайомих з німецькими зразками зброї, тому ухвалило рішення видавати радянське (трофейну). Отже, озброєння батальйонів було змішаним і тільки озброєння 812-го стрілецького батальйону, було представлено виключно радянськими зразками.
Використання трофейної радянської зброї широко застосовувалося у всіх батальйонах Східних Легіонів.
Первісна чисельність легіону була 8000 осіб, пізніше була збільшена до 30 000. Багато з них були військовополоненими — колишніми солдатами Радянської Армії, які побажали боротися разом з німецькими військами. Керував легіоном Драстамат Канаян (Дро). З 30000 солдатів легіону 23000 були в складі польових батальйонів, в той час як решта 7000 в небойових умовах, таких, як матеріально-технічне постачання і надання першої допомоги. Легіон був направлений у бік Голландії.
Навчання військовослужбовців легіону було проведено інструкторами СС. Батальйони Вірменського легіону брали активну участь в операціях по окупації Кримського півострова і наступах на Кавказ. Однак це не завадило вірменським легіонерам переходити на бік радянської армії; так, напередодні бою за село Потіївка 15 вересня 1943 року через охоронні війська вермахту на сторону партизан перейшла зі зброєю в руках рота вірменських легіонерів у кількості понад 240 осіб. Після їх переходу під керівництвом Михайла Наумова було сформовано партизанський загін ім. А. І. Мікояна.
Організаційно підпорядковувався Штабу командування східними легіонами (нім. Kommando der Ostlegionen Kommando der Ostlegionen)
Кілька солдатів єврейської національності, які служили в Червоній Армії і потрапили в полон, були врятовані вірменськими військовослужбовцями легіону. Йосип Мойсейович Коган — солдат Червоної Армії, захоплений німецькими військами, зізнався, що йому допоміг лікар з вірменського батальйону, після чого він зник в рядах опору. Інший єврей був одним з лідерів підпільного руху батальйону.
Адольф Гітлер висловив сумнів з приводу східних легіонів, зауваживши: 
 Я не знаю, як ці грузини будуть вести себе. Вони не належать до тюркських народів … я вважаю надійними тільки мусульман … Всіх інших я вважаю ненадійними. На даний момент я вважаю формування цих чисто кавказьких батальйонів дуже ризикованим, в той час, як я не бачу ніякої небезпеки в створенні чисто мусульманських формувань … Незважаючи на всі заяви Розенберга і військових, я не довіряю також вірменам . 
 У липні 1944 р частина легіонерів, що перебувала на території Франції, ухвалила рішення звернути зброю проти нацистів. Згідно з деякими радянськими джерелами, наказом Верховного Головнокомандувача ЗС СРСР від 22 серпня 1944 года (збори наказів Верховного Головнокомандувача СРСР даний наказ не містить) був створений 1-й радянський партизанський полк у Франції на базі вірменських партизанських загонів в місті Німі і в значній ступеня з колишніх легіонерів Вірменського легіону вермахту. Інші джерела авторство наказу приписують командуванню Опору. Командиром полку був призначений майор А. Казарян, комісаром полку — Л. Тітанян, начальником штабу — Д. Мінасян і зам. командира по стройовій частині — Б. Петросян.
В кінці війни більшість членів легіону здалися англо-американським військам, щоб уникнути долі військовополонених в СРСР. Сім'ї солдат, що перейшли на бік Вермахту поряд з сім'ями членів партії Дашнакцутюн на Батьківщині в Радянському Союзі піддавалися репресіям. Так, після виходу в 1954 році наказу про утворення у Вірменській РСР республіканської комісії з перегляду справ на осіб, виселених з республіки в 1949 році, виявилося, що тільки в червні 1949 року з Вірменської РСР було виселено в основному до Алтайського краю 2698 сімей (13 тис. осіб), в тому числі 1860 сімей «дашнаків» і 888 — легіонерів. Крім корінних жителів було депортовано 350 сімей (1454 людини) репатрійованих в 1946 — 1948 роках з-за кордону вірмен